# ケプラー88
ケプラー88 (英: Kepler-88) とは、こと座の方向に約1,243光年離れた場所に位置する、太陽に似ている恒星である。3つの太陽系外惑星が確認されている。

## 惑星系
2012年4月、科学者らはケプラーによって検出された惑星候補ケプラー88b（KOI-142.01）が、トランジットを起こさない別の惑星に起因する、トランジット時刻の非常に大きな変動を示すことを発見した。トランジット時刻の変動は、ケプラー88bのトランジットの継続時間を変化させるほど大きなものであった。この大きなトランジット時刻の変動から、2つの惑星の質量に厳しい制約を与えることが可能となった。この時に存在が示唆されたトランジットを起こさない惑星ケプラー88cは、後の2013年11月に視線速度法によって存在が確認された。
ケプラー88の内側の惑星であるケプラー88bは海王星サイズであるが、密度はほぼ半分である。その外側を公転するケプラー88cは木星の約60％の質量を持つが、この惑星はトランジットを起こしていないため、その半径は不明である。
2019年に、3つ目の惑星ケプラー88dが視線速度法による観測で発見された。この惑星は既に発見されていた2つの惑星からは離れた距離を1,400日ほどかけて公転する、軌道離心率の大きな軌道を持つ惑星である。
| 名称 （恒星に近い順） | 質量     | 軌道長半径 （天文単位） | 公転周期 (日) | 軌道離心率 | 軌道傾斜角 | 半径     |
| --------------------- | -------- | ----------------------- | ------------- | ---------- | ---------- | -------- |
| b                     | 8.70 M⊕  | 0.098                   | ~10.95416     | 0.056      | 89.055°    | 3.780 R⊕ |
| c                     | 0.626 MJ | 0.15525                 | 22.3395       | 0.056      | 86.2°      | —        |
| d                     | 3.02 MJ  | 2.465                   | 1414          | 0.432      | —          | —        |